# Eremalauda
Eremalauda is een geslacht van zangvogels uit de familie Alaudidae (leeuweriken).

## Soorten
Het geslacht kent twee soorten:
- Eremalauda dunni  – Dunns leeuwerik
- Eremalauda eremodites  – Arabische Dunns leeuwerik